# استیو لارنس
استیو لارنس (انگلیسی: Steve Lawrence؛ زادهٔ ۸ ژوئیهٔ ۱۹۳۵) یک موسیقی‌دان اهل ایالات متحده آمریکا است. وی از سال ۱۹۵۷ میلادی تاکنون مشغول فعالیت بوده‌است.
از فیلم های معروف او می توان به بازی در محوطه و مرد تنها اشاره کرد.